# Hadad-yis'i

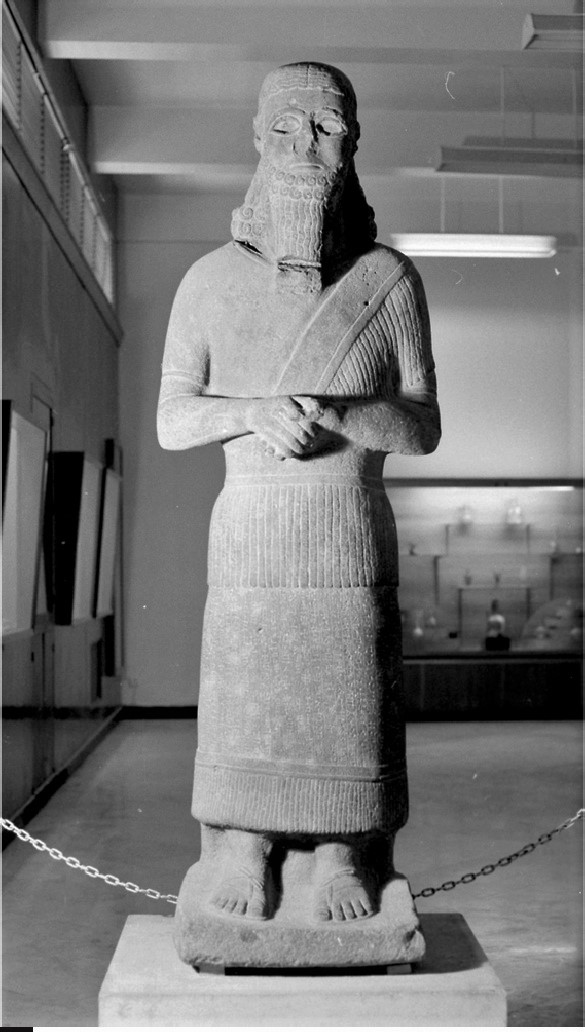
Statue des Hadad-yis'i

Hadad-yis'i (assyrisch: Adad-it'i) war im 9. oder 8. Jahrhundert vor Christus assyrischer Gouverneur im Vasallenstaat Bit-Bahiani und zugleich König über dessen Hauptstadt Guzana. Bereits sein Vater, Šamaš-nuri, stand in assyrischen Diensten, wo er 866 v. Chr. sogar zum limmu-Beamten wurde. Von Hadad-yis'i ist eine lebensgroße Basaltstatue erhalten, die 1979 auf Tell Fecheriye gefunden wurde. Sie war ausweislich einer bilingualen aramäisch/assyrischen Inschrift dem lokalen Wettergott Adad geweiht und befindet sich heute im Nationalmuseum in Damaskus.